# Сухоруков, Василий Васильевич
Василий Васильевич Сухоруков (23 мая 1935 года, Воронеж) — доктор технических наук, академик Академии электротехнических наук РФ (2002), Академик Международной Академии Неразрушающего контроля (2009), единственный в России член Международной организации исследователей надежности стальных канатов OIPEEC, вице-президент РОНКТД, учредитель и президент компании ИНТРОН ПЛЮС.

## Биография
Василий Васильевич родился 23 мая 1935 года в Воронеже. В 1958 году он окончил факультет электровакуумной техники и специального приборостроения Московского энергетического института, а в 1963 году — аспирантуру на кафедре общей электротехники. В период 1958—1961 годы он работал в Перово на Реммашзаводе, а в 1964 году перешел в МЭИ на Кафедру Электротехники и интроскопии (ЭИ). В. В. Сухоруков в 1966 году защитил кандидатскую диссертацию, в 1978 году — докторскую диссертацию по вихретоковой дефектоскопии, а в 1981 году стал профессором.
В 1988 году Василий Васильевич организовал кооператив по производству и продаже приборов неразрушающего контроля, который выпустил новый продукт — толщиномер «ИНТРОМЕТ ИТМ-10».
В 1991 году было создано СП «ИНТРОН ПЛЮС», разработавшее дефектоскоп стальных канатов, первый из которых был поставлен Норильскому горно-металлургическому комбинату. Дефектоскоп или измеритель износа стальных канатов предназначен для неразрушающего контроля канатов любой конструкции, изготовленных из стальной ферромагнитной проволоки, в процессе их производства или эксплуатации. С 1994 года приборы стали поставляться за границу.
В 2003 году В. В. Сухоруков стал учредителем и владельцем компании «ИНТРОН ПЛЮС». В 2005 году фирма приняла участие в разработке магнитного снаряда дефектоскопа для диагностики состояния магистральных нефтепроводов. В «ИНТРОН ПЛЮС» создана и аттестована лаборатория неразрушающего контроля, выполняющая обследование и диагностику промышленных объектов, применяющих стальные канаты, резинотросовые ленты, стальные резервуары/сосуды.
Научная деятельность Сухорукова была отмечена в 1997 году Госпремией РФ в области науки и техники за участие в работе по созданию методов и средств неразрушающего контроля и медалью «За заслуги в электротехнике».
В. В. Сухоруков автор 15 монографий, более 200 публикаций, более 50 авторских свидетельств и патентов на изобретения.

## Статьи
- Оперативное планирование инспекции стальных канатов — Материалы научно-практической конференции «Промышленная безопасность при эксплуатации подъемных сооружений» Башкирская Ассоциация Экспертов С.57-64.
- Неразрушающий контроль и диагностика состояния стальных канатов: проблемы и решения — Глюкауф, 2007, август № 3 С.63-64.
- Роль дефектоскопии экскаваторных канатов и вантов для определения их остаточного ресурса и времени замены. — Горная промышленность. 2007. N 2. С.34-37.
- Неразрушающий контроль стальных канатов пассажирских канатных дорог. — Подъемные сооружения. Специальная техника. 2006. N 4. С.52-54.
- Опыт применения дефектоскопии резинотросовых конвейерных лент. — Безопасность труда в промышленности. 2005. N 2. С.28-31.
- Опыт применения магнитной дефектоскопии стальных канатов подъемных сооружений Космодрома Байконур.- Безопасность труда в промышленности. 2004. N 7. С.21-23.
- Значение дефектоскопии канатов для повышения безопасности эксплуатации грузоподъемных кранов. — Безопасность труда в промышленности. 2002. N 9. С.15-25.
- Определение износа вантовых канатов портальных и башенных кранов в местах их заделки в муфты с применением дефектоскопа ИНТРОС. — Безопасность труда в промышленности. 2002. N 5. С.33-40.
- Применение приборов ИНТРОМЕТ для контроля качества металлизации отверстий печатных плат — Гальванотехника и обработка поверхности. 2002. N 5. С.57-63
- Дефектоскопия стальных канатов шахтных подъемов. — Безопасность труда в промышленности. 2000. N 2. С.37-40
- Магнитная дефектоскопия сварных вертикальных резервуаров. — Безопасность труда в промышленности. 2008. N 10. С.72-75
- Прогнозирование индивидуального ресурса стальных канатов. — Безопасность труда в промышленности. 2009. N 12. С.68-73